# ديفيد مايلز (اقتصادي)
ديفيد مايلز (بالإنجليزية: David Miles)‏ هو اقتصادي بريطاني، ولد في 1959.